# Nelli Kim
Nelli Władimirowna Kim, po mężu Aczasowa i Mowczan ros. Нелли Владимировна Ким (Ачасовa, Мовчан) (ur. 29 lipca 1957 w Szurobie) – radziecka gimnastyczka. Pięciokrotna mistrzyni i jednokrotna wicemistrzyni olimpijska, multimedalistka mistrzostw świata i Europy, trener, sędzia międzynarodowy. Druga zawodniczka w historii igrzysk olimpijskich, po Nadii Comăneci, która otrzymała maksymalne noty po 10 punktów. Zasłużona Mistrzyni Sportu ZSRR w 1976 roku.

## Życie prywatne
Nelli Kim urodziła się w miejscowości Szurob w Tadżyckiej Socjalistycznej Republice Radzieckiej. Pochodziła z rodziny koreańsko-tatarskiej. Jej ojciec był Koreańczykiem, a matka Tatarką.

## Osiągnięcia
Dwukrotnie wystąpiła w letnich igrzyskach olimpijskich, zdobywając łącznie sześć medali – pięć złotych i jeden srebrny. Na igrzyskach w Montrealu w 1976 roku zdobyła trzy złote medale (w wieloboju drużynowym, skoku przez konia i ćwiczeniach wolnych), a cztery lata później na igrzyskach w Moskwie została mistrzynią olimpijską w ćwiczeniach wolnych i wieloboju drużynowym oraz wicemistrzynią w wieloboju indywidualnym. W Montrealu Kim jako druga zawodniczka w historii konkursów olimpijskich, po Nadii Comăneci, otrzymała maksymalną notę 10 punktów od wszystkich członków jury. 
Jedenastokrotnie stanęła na podium mistrzostw świata w gimnastyce. Zdobyła pięć złotych medali (w 1974 i 1978 w wieloboju drużynowym, w 1978 w ćwiczeniach wolnych i skoku przez konia oraz w 1979 w wieloboju indywidualnym), cztery srebrne (w 1978 w wieloboju indywidualnym oraz w 1979 w wieloboju drużynowym, ćwiczeniach wolnych i ćwiczeniach na równoważni) i dwa brązowe (w 1974 w ćwiczeniach na równoważni i w 1979 w ćwiczeniach na poręczach). Dziewięciokrotnie zdobyła medale mistrzostw Europy – dwa złote (w 1975 w ćwiczeniach wolnych i w 1977 w skoku przez konia), trzy srebrne (w 1975 w wieloboju indywidualnym i ćwiczeniach na równoważni) i cztery brązowe (w 1975 w skoku przez konia i ćwiczeniach na poręczach i w 1977 w wieloboju indywidualnym i ćwiczeniach wolnych).
Wielokrotnie zdobywała medale mistrzostw ZSRR w latach 1973–1980, zdobywając 9 złotych, 7 srebrnych i 1 brązowy medal, a także trzykrotnie stała na podium Pucharu ZSRR – zwyciężyła w 1976 roku, a w latach 1974–1975 była druga.
W 1976 roku została Zasłużoną Mistrzynią Sportu ZSRR.
Jej drugim mężem był kolarz Walerij Mowczan.